# Neuroradiologia del trauma cranico
La metodica più importante nello studio della neuroradiologia del trauma cranico e la tomografia computerizzata, in quanto i tomografi TC sono presenti quasi ovunque in Pronto Soccorso e spesso sono in grado di fornire un adeguato inquadramento clinico del paziente; l'imaging a risonanza magnetica è utilizzato di solito nella definizione della prognosi dei pazienti più gravi o nei casi dubbi.

## Tipologie di lesioni intracraniche traumatiche

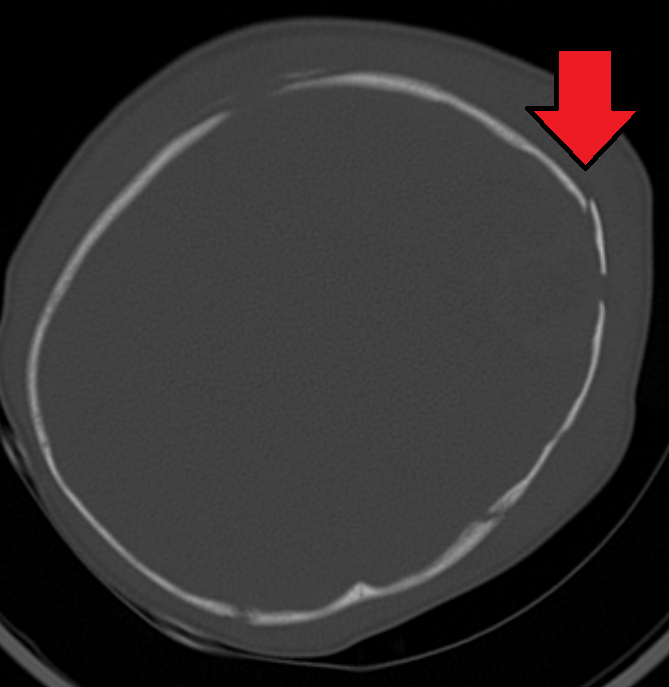
Frattura del cranio vista alla TC (freccia)

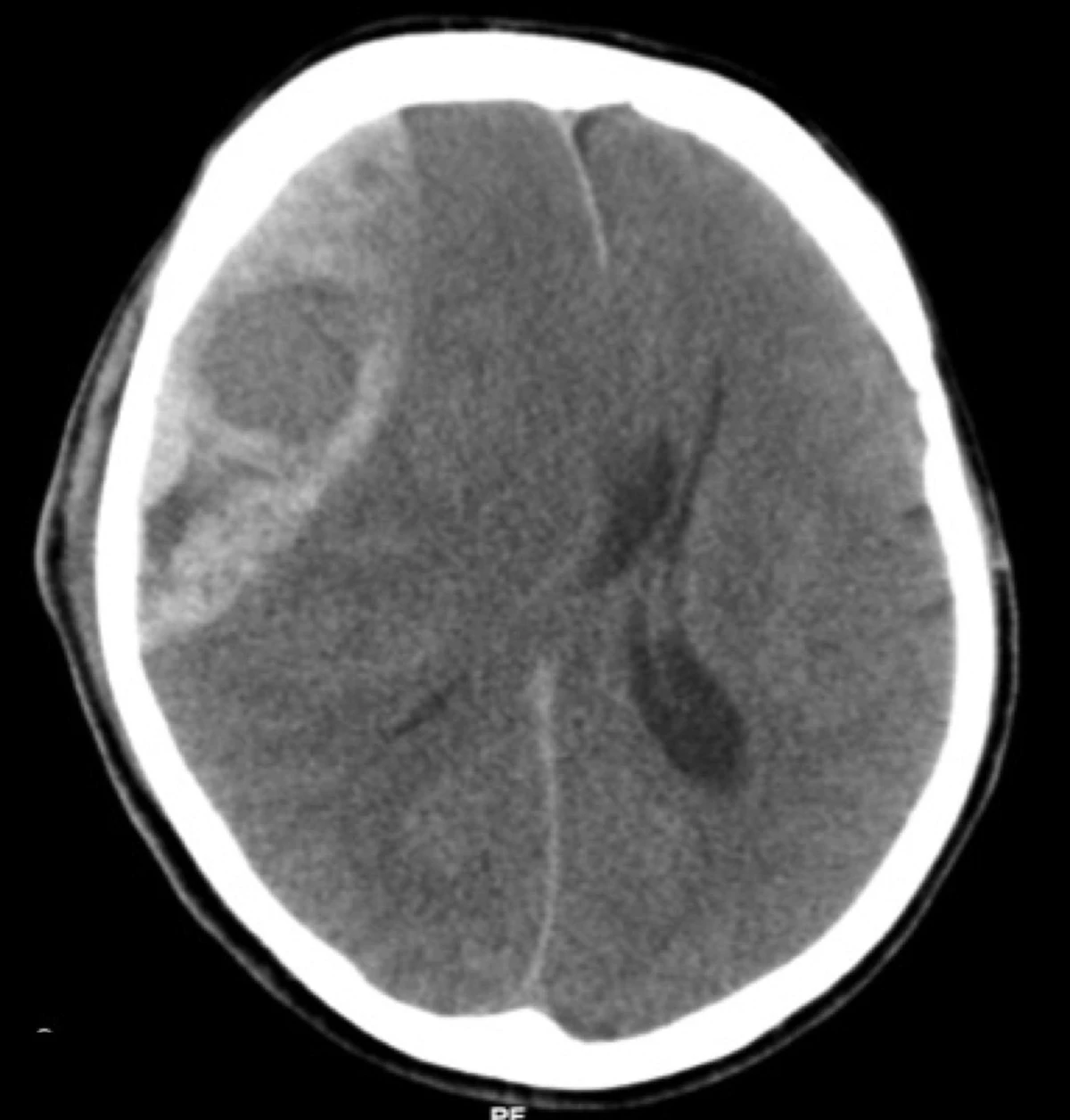
Ematoma extradurale visto alla TC, ove appare iperdenso

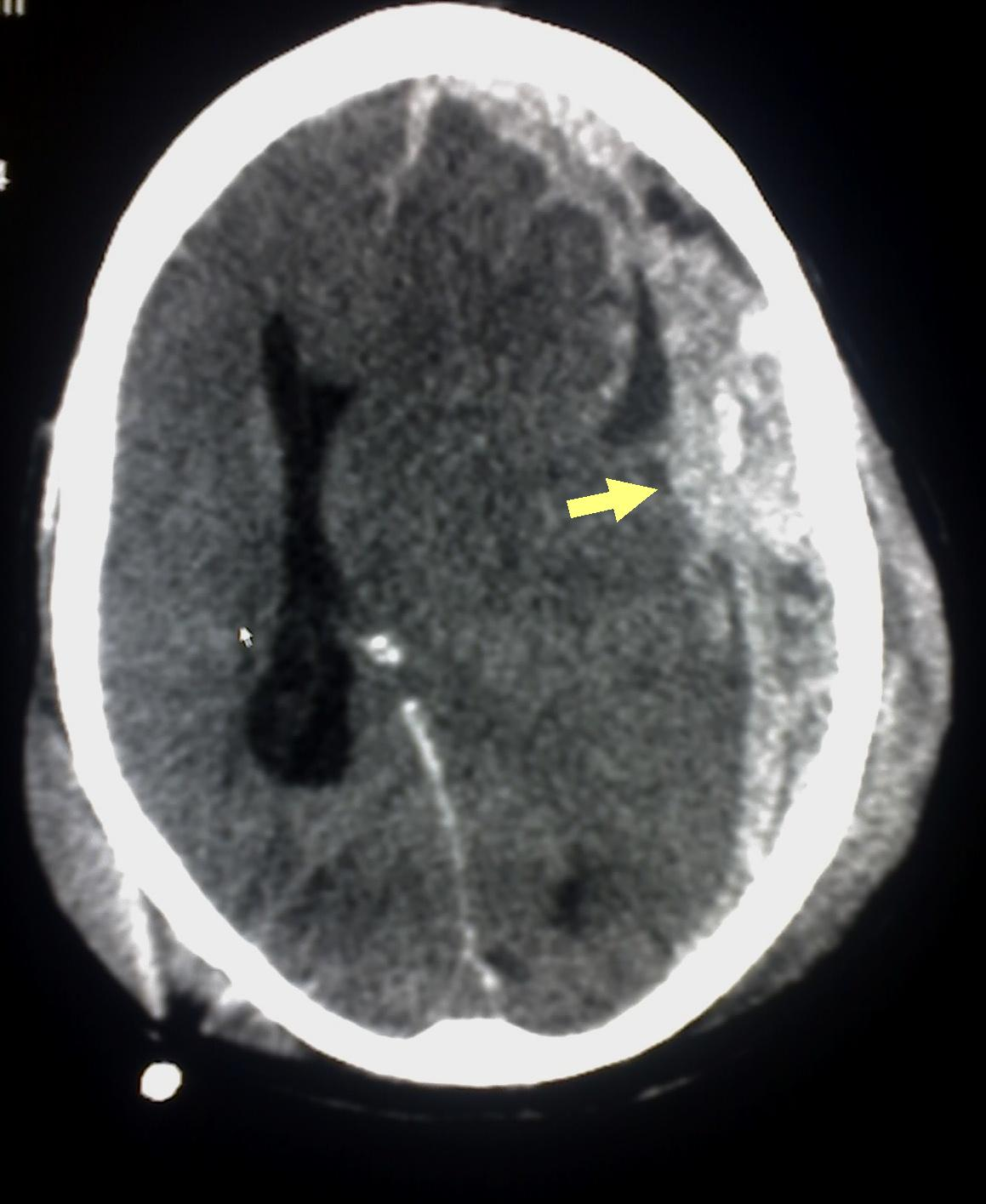
Ematoma subdurale visto alla TC

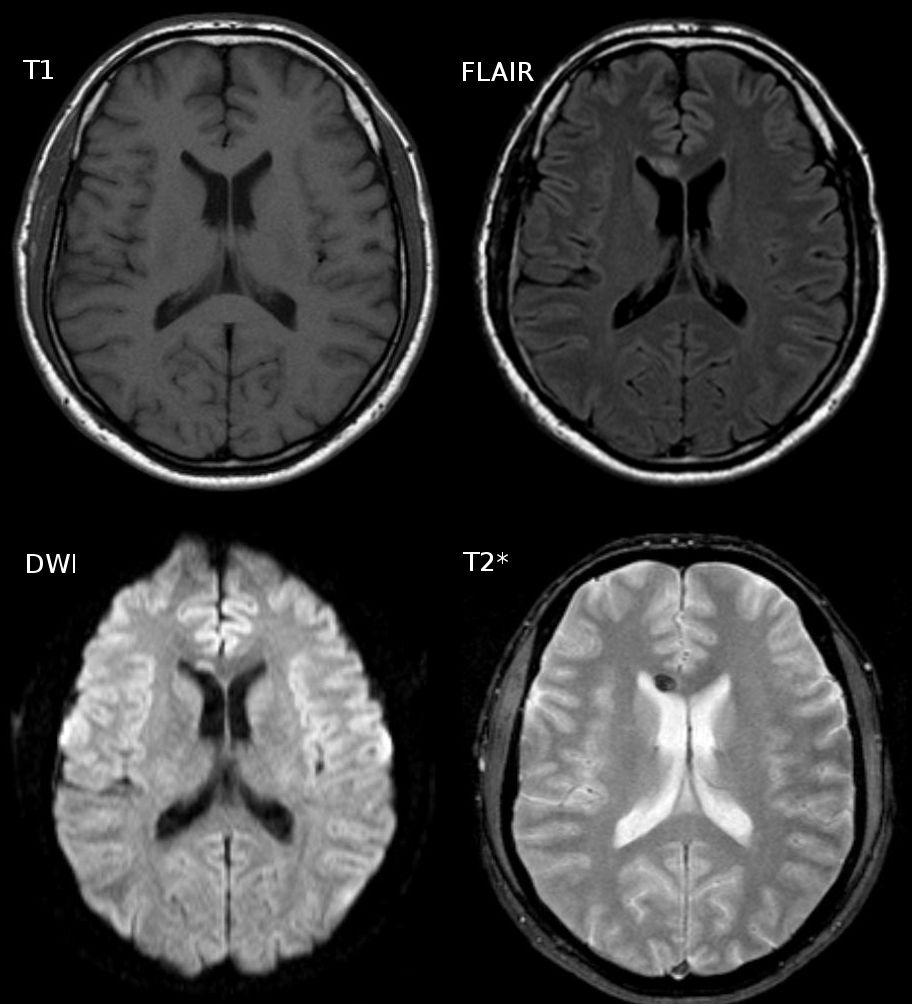
Danno assonale diffuso visto in RM. La piccola emorragia a livello del corpo calloso anteriore in questo caso non si apprezza nelle sequenze T1 pesate, ma è ben evidente nelle T2 pesate, FLAIL e DWI

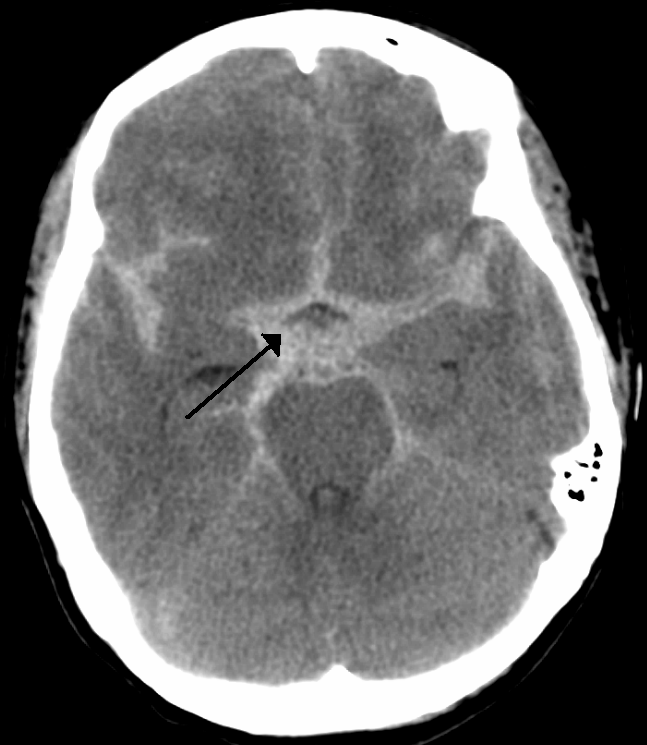
Emorragia subaracnoidea vista alla TC (freccia) come area iperdensa estesa anche negli spazi liquorali lateralmente

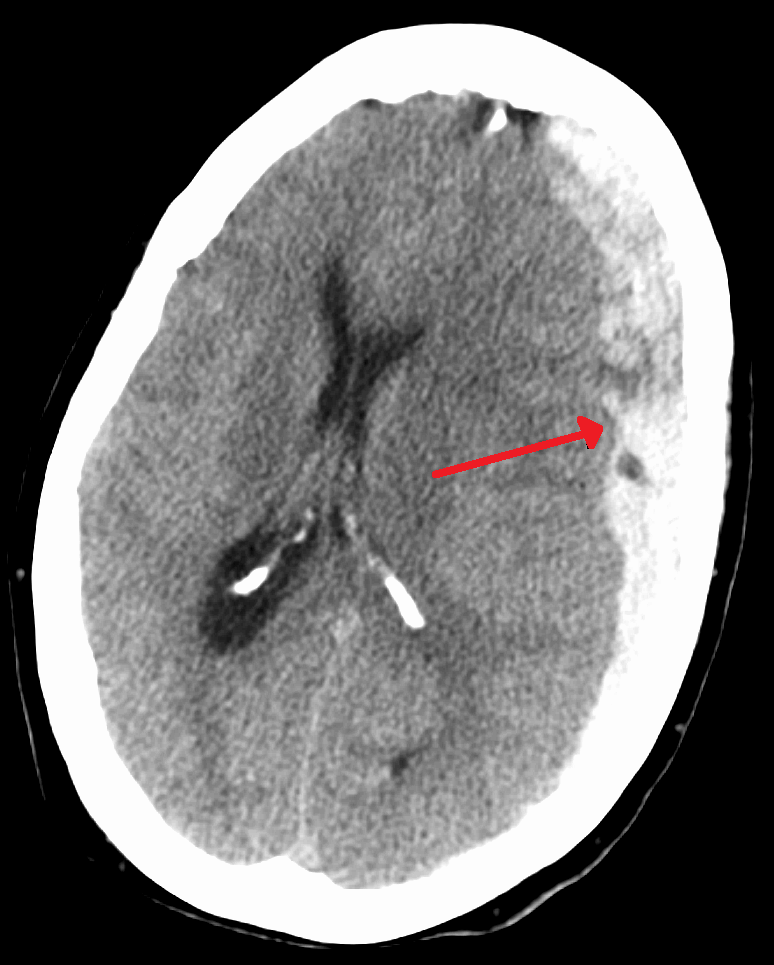
Ematoma subdurale a sinistra (freccia) associato a deviazione delle strutture mediane e ad emorragia ventricolare

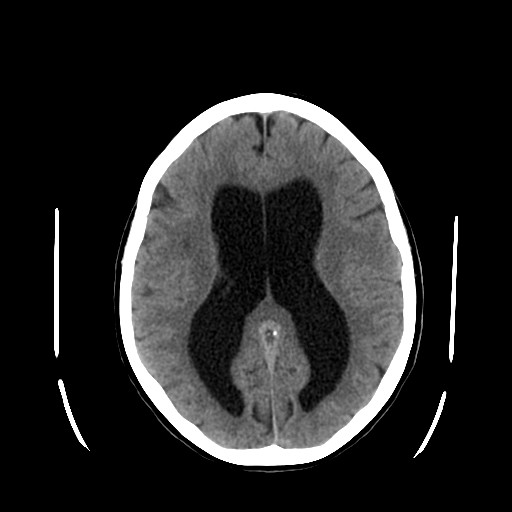
Idrocefalo visto alla TC

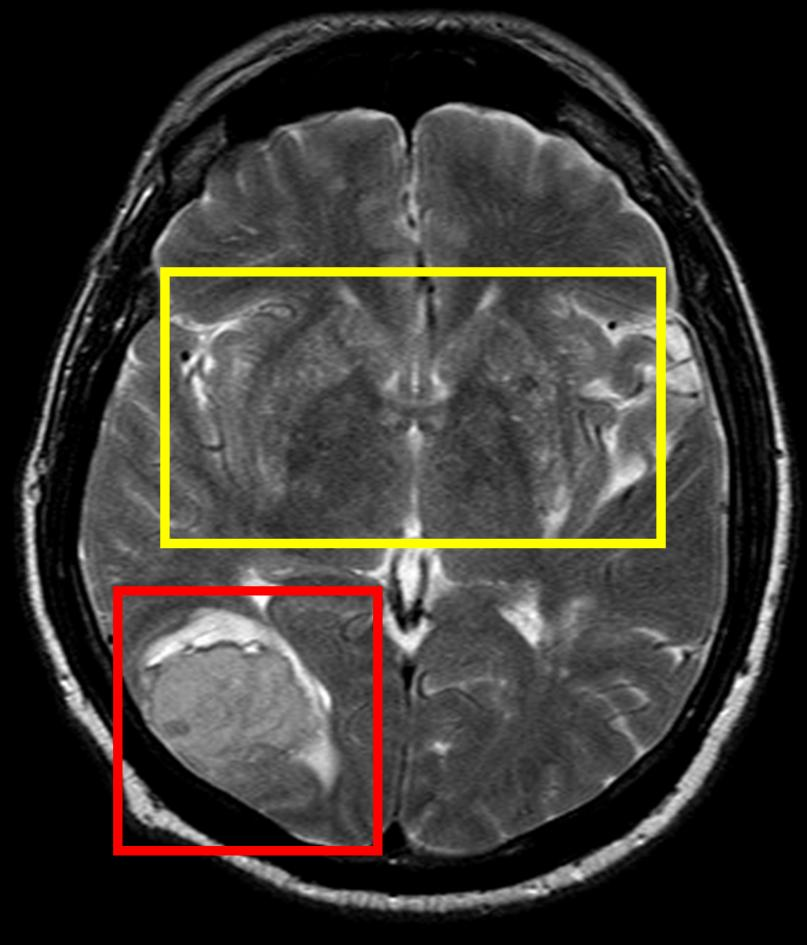
Encefalomalacia

Le lesioni intracraniche sono differenziabili in primarie, secondarie e sequele post-traumatiche; possono essere inoltre distinte in intra ed extracerebrali ed in dirette ed indirette (queste ultime causate da forze inerziali conseguenti al trauma, di tipo lineare o rotazionale).
Le lesioni primarie dirette sono quelle direttamente causate dal trauma e sono pertanto di solito superficiali e ben localizzate (es. contusione cerebrale) mentre quelle primarie indirette sono causate da lacerazioni vascolari ed assonali e pertanto sono spesso diffuse a tutto l'encefalo (es. danno assonale diffuso).
Le lesioni secondarie sono causate dalla risposta dell'organismo al trauma e sono spesso più gravi di quelle primarie, con prognosi a lungo termine peggiore (es. idrocefalo ed atrofia post-traumatiche, encefalomalacia, danno assonale diffuso cronico.

## Metodiche radiologiche
La tomografia computerizzata è l'indagine di primo livello nella gestione dei pazienti con trauma cranico in quanto praticamente sempre disponibile, di facile esecuzione anche su pazienti non collaboranti o politraumatizzati, rapidamente eseguibile in emergenza, senza controindicazioni dovute a oggetti metallici impiantati ed in grado di identificare le più comuni tipologie di lesioni traumatiche, in particolare quelle che necessitano di un approccio neurochirurgico (es. drenaggio di ematomi). I principali difetti della TC sono dovuti alla bassa risoluzione di contrasto (che la rende meno adatta della RM nella valutazione di alcune lesioni come il danno assonale) ed alla presenza di artefatti da indurimento a livello delle regioni vicine alla teca cranica ed alla fossa cranica posteriore. La TC è pertanto la metodica più usata in acuto mentre la RM è tipicamente utilizzata nel follow-up del paziente, anche se le più recenti apparecchiature RM (che permettono acquisizioni più veloci) sono utilizzabili anche in acuto.
L'imaging ha come obbiettivi il rilevare le lesioni ed evidenziare i loro eventuali effetti nel parenchima cerebrale circostante (deviazione delle strutture mediane, ernie cerebrali, edema, ed effetto massa).
La scansione TC deve essere sempre effettuata mantenendo nei controlli successivi lo stesso orientamento del cranio, utilizzando uno strato sottile ed effettuando la ricostruzione delle immagini sia per i tessuti molli sia per l'osso. Spesso è necessario anche indagare il massiccio facciale o altri distretti corporei traumatizzati. In caso di interessamento della base del cranio lo studio Angio-TC consente di individuare eventuali lesioni a carico dei vasi intracranici e del collo. Anche i mezzi di sintesi ortopedici utilizzati nel trattamento devono essere amagnetici.
L'esame RM va acquisito con apparecchiatura ad alto campo ed elaborato nei 3 piani cartesiani con fette spesse 5–6 mm.  Le sequenze FLAIR ricostruite in assiale sono utili per studiare gli spazi liquorali, per la ricerca di sottili falde liquide e di eventuale danno assonale; le sequenze TSE (Turbo Spin Echo) T2 pesate ricostruite in assiale e sagittale sono usate per la ricerca dell'edema cerebrale e nello studio delle strutture sulla linea mediana (tronco encefalico e corpo calloso), le sequenze SE T1 pesate viste in assiale permettono di studiare le lesioni emorragiche, mentre le GRE T2* pesate sono utilizzate per la ricerca di microemorragie. Ad ultimo le sequenze in diffusione sono utili per lo studio del danno assonale.
Lo studio RM dei pazienti gravi e moderati è di solito eseguito su pazienti intubati ed è pertanto necessario utilizzare un ventilatore amagnetico (analogo discorso va fatto per le pompe di infusione ed i mezzi di sintesi ortopedici).

## Valutazione delle singole tipologie di lesioni
Le fratture craniche sono sempre indagate mediante la TC, utilizzando piani di scansione il più possibili perpendicolari alla rima di frattura per una migliore identificazione e definizione del decorso. Sono suddivisibili a seconda della sede colpite (fratture della volta o della base cranica).
L'ematoma extradurale acuto di solito si localizza in sede sopratentoriale temporo-parietale (o comunque nella sede di impatto, ove si accompagna spesso ad altre lesioni); tipicamente ha forma di lente biconvessa e si presenta iperdenso in modo omogeneo e con margini ben definiti. Se lo spessore supera i 10–15 mm spesso si associa deviazione delle strutture mediane ed effetto massa, per cui è necessario intervenire d'urgenza chirurgicamente, mentre per lesioni di dimensioni inferiori è utile effettuare controlli nel tempo.
L'ematoma sottodurale acuto è tipicamente da contraccolpo e spesso non si associa a fratture della teca cranica. Si presenta come una lesione a forma di semiluna localizzata a livello della convessità e con aspetto nettamente iperdenso.
La contusione cerebrale causata direttamente dal trauma si localizza a livello della zona di impatto o può anche essere causata da contraccolpo (in tal caso si evidenzia nella zona spesso diametralmente opposta a quella del trauma). In TC le contusioni sono iperdense in modo disomogeneo per via dell'emorragia che avviene nel loro contesto, iperdensità che diventa più evidente a distanza di uno o due giorni. In RM la contusione appare iperintensa alle sequenze FLAIR e TSE T2 in acuto (le sequenze GRE T2* pesate permettono di identificare focolai microemorragici circondati da edema perilesionale nel contesto della sostanza bianca). In cronico queste lesioni evolvono in aree di gliosi ed atrofiche, ben visibili in RM nelle regioni vicine all teca mal inquadrabili con la TC.
Il danno assonale diffuso (DAD) è tipico dei traumi più gravi; in caso si manifesti con componenti emorragiche può essere rilevato anche alla TC come un'area iperdensa in modo disomogeneo, tuttavia la RM è molto più accurata nello studio di questa lesione, mostrando foci iperintensi mediante le sequenze SE T1 pesate, TSE T2 pesate e FLAIR. In caso di emorragia il segnale può variare in seguito all'evoluzione del contenuto di emosiderina nella lesione. Le localizzazioni a prognosi peggiore si localizzano a livello del tronco encefalico e del corpo calloso e sono ben indagabili con le sequenze TSE T2 pesate ricostruite nel piano sagittale. Quando si trovano lesioni del corpo calloso bisogna sempre studiare accuratamente anche il tronco encefalico, in particolare in corrispondenza dei centri del sonno e della formazione reticolare; le sequenze GRE T2* pesate sono molto adatte per la ricerca di microemorragie in quest'area, che spesso correlano con bassi punteggi alla Glasgow Coma Scale. Le sequenze pesate in diffusione sono utili invece nello studio del declino cognitivo post-traumatico dovuto a danni localizzati nella sostanza bianca (correlazione con il punteggio della scala Rankin modificata).
L'emorragia subaracnoidea traumatica è causata dalla rottura di delle piccole vene tributarie della corteccia ed è caratterizzata da una clinica sfumata; entra in diagnosi differenziale con la rottura di un aneurisma intracranico misconosciuto. Si può evidenziare in RM usando sequenze FLAIR come iperintensità a livello dei solchi o in TC come sfumate aree iperdense nella stessa sede; le tecniche angio-TC ed angio-RM sono utili per evidenziare un eventuale rottura aneurismatica.
L'ematoma sottodurale cronico o subacuto può essere conseguenza di un ematoma sottodurale acuto privo di effetto massa (quindi non drenato chirurgicamente) oppure essere tipico dell'anziano con coagulopatia anche in seguito a traumi lievi (che spesso danno sanguinamento lento e clinica sfumata). L'ematoma sottodurale cronico ha la stessa forma di quello acuto alla TC (semiluna) ma presenta la stessa densità del parenchima cerebrale, con eventuali strie iperdense se si verificano sanguinamenti successivi. In RM le caratteristiche del segnale cambiano nel tempo.
L'idrocefalo post-traumatico è conseguenza di un'emorragia subaracnoidea e può essere causato da ostacolo al deflusso del liquor, emorragia intraventricolare o distruzione del parenchima cerebrale. È ben evidente alla TC.
L''encefalomalacia post-traumatica è un'area di distruzione del parenchima ripiena di liquor e circondata da un orletto di gliosi ed è l'esito di un pregresso danno parenchimale. Le sequenze FLAIR in RM consentono di distinguere la zona di gliosi dal liquor agevolmente, inoltre la RM è più accurata della TC nello studio di queste lesioni spesso adiacenti alla teca cranica. Un danno diffuso prende il nome di atrofia cerebrale diffusa.
Il danno assonale diffuso cronico si manifesta in RM con puntiformi iperintensità nelle sequenze GRE T2* pesate.

## Nuove indicazioni della RM
Gli studi RM di perfusione si stanno rivelando molto promettenti nel fornire utili informazioni all'anestesista, mentre gli studi di RM funzionale sono utili per la valutazione dei pazienti in stato vegetativo persistente.